# 荷敬谦
荷敬謙（法語：：1878年11月3日—1958年4月13日）是天主教法國籍主教和巴黎外方傳教會會士。曾任中國汕頭教區主教。

## 生平
1878年11月3日，荷敬謙出生在法國上萊茵省比斯克維。1901年6月23日，22歲時在巴黎外方傳教會晉鐸，並被派遣到中國傳教。他在廣州學習粵語，並在神學院任教。他還學客家話，在潮州傳教。
1934年12月10日，時任教宗庇護十一世任命56歲的荷敬謙成為汕頭宗座代牧區宗座助理代牧，領銜Parlais教區主教 。1935年5月1日，由汕頭宗座代牧實茂芳、北海宗座代牧區宗座代牧賁德馨及榮休宗座代牧祝福 (主教)晉牧祝聖就任 。同年12月9日，實茂芳主教因病退任，荷敬謙升為汕頭宗座代牧。1946年4月11日，教廷在中國建立聖統制，汕頭宗座代牧區升格為教區，荷敬謙成為首任汕頭教區主教。
1952年被中國驅逐出境。晚年在法國蒙伯通的巴黎外方傳教會養老院中生活。1958年4月13日，荷敬謙在法國蒙伯通去世，享年79歲。